# Diocèse de Charlotte
Le diocèse de Charlotte (en latin : dioecesis Carolinana ; en anglais : diocese of Charlotte) est une Église particulière de l'Église catholique aux États-Unis. Le diocèse est suffragant de l'archidiocèse d'Atlanta. Son siège est à Charlotte (Caroline du Nord), où se trouve la cathédrale Saint-Patrick.

## Territoire
Le territoire du diocèse englobe 46 comtés de la partie centrale-occidentale de l'État de Caroline du Nord. Il est subdivisé en 75 paroisses (2021).

## Histoire
Le diocèse de Charlotte est érigé le 12 novembre 1971, par détachement de celui de Raleigh dans un territoire majoritairement très protestant avec une forte implantation baptiste et méthodiste et des nouvelles Églises évangéliques et pentecôtistes. La ville de Charlotte est aussi la ville natale de Billy Graham.
En 1977, le diocèse est agrandi du territoire de l'abbaye bénédictine de Belmont, qui dès lors n'est plus une abbaye territoriale.

## Évêques
- 30 novembre 1971-29 mai 1984 : Michael Begley (Michael Joseph Begley)
- 6 novembre 1984-22 juin 1993 : John Donoghue (John Francis Donoghue)
- 22 février 1994-10 septembre 2002 : William Curlin (William George Curlin)
- depuis le 1er août 2003 : Peter Jugis (Peter Joseph Jugis)
- depuis le 9 avril 2024 : Michael Martin (Michael Thomas Martin (en), O.F.M.Conv.)

## Statistiques
- En 1976, le diocèse comptait 42 967 baptisés catholiques pour 2 850 000 habitants (1,5%), servis par 91 prêtres (48 diocésains et 43 réguliers), 45 religieux et 256 religieuses dans 57 paroisses ;
- En 1990, le diocèse comptait 74 261 baptisés catholiques pour 3 401 500 habitants (2,2%), servis par 135	prêtres (55 diocésains et 80 réguliers), 47 diacres permanents, 91 religieux et 180 religieuses dans 65 paroisses ;
- En 2003, le diocèse comptait 135 398 baptisés catholiques pour 4 307 910 habitants (3,1%), servis par 186 prêtres (114 diocésains et 72 réguliers), 77 diacres permanents, 80 religieux et 113 religieuses dans 68 paroisses ;
- En 2016, le diocèse comptait 261 162 baptisés catholiques pour 5 113 430 habitants (5,1%), servis par 161 prêtres (114 diocésains et 47 réguliers), 122 diacres permanents, 57 religieux et 129 religieuses dans 73 paroisses[1].